# Dianthus austroiranicus
Dianthus austroiranicus är en nejlikväxt inom släktet nejlikor,  som beskrevs 1941 av Fritz Lemperg. Ursprungligen kommer den från Iran och inga underarter finns listade i Catalogue of Life. Arten odlas som snittblomma och växer på soliga platser eller i halvskugga.
Släktnamnet Dianthus härleds från grekiskans Διας (Dias), som är ett alternativt namn för den romerska guden Zeus, och αντος (anthos) som betyder "blomma". Betydelsen blir Zeus blomma, ett namn som redan Theofrastos använde om blomman, 300 år före vår tideräkning. Artepitetet austroiranicus kommer av austro, som betyder "sydlig" och iranicus, som betyder "från Iran".